# Het is over (Jeroen van der Boom)
"Het is over" is de vierde single van de Nederlandse zanger Jeroen van der Boom. Het is de opvolger van de nummer 2-hit "Betekenis". Het is over bleef steken op plaats #12 in Nederlandse Top 40, maar stond wel 1 week op nr.1 in de Single Top 100.
Jeroen zelf omschrijft het nummer als hard, ruw en zonder mededogen. Het nummer gaat over het einde van een relatie. Hij zingt dan ook, ‘het is over’. Het is de tweede ballade die op het populaire album ‘Jij bent zo' staat’ en voor Jeroen staat dit nummer in de top 5 van zijn favorieten. Hij vindt het een van de hoogtepunten van het album en dat komt doordat hij de tekst recht uit het hart vindt komen.

## Hitnotering
| "Het is over" in de Nederlandse Top 40 - binnen: 5 juli 2008 | "Het is over" in de Nederlandse Top 40 - binnen: 5 juli 2008 | "Het is over" in de Nederlandse Top 40 - binnen: 5 juli 2008 | "Het is over" in de Nederlandse Top 40 - binnen: 5 juli 2008 | "Het is over" in de Nederlandse Top 40 - binnen: 5 juli 2008 | "Het is over" in de Nederlandse Top 40 - binnen: 5 juli 2008 | "Het is over" in de Nederlandse Top 40 - binnen: 5 juli 2008 | "Het is over" in de Nederlandse Top 40 - binnen: 5 juli 2008 |
| Week                                                         | 1                                                            | 2                                                            | 3                                                            | 4                                                            | 5                                                            | 6                                                            |                                                              |
| ------------------------------------------------------------ | ------------------------------------------------------------ | ------------------------------------------------------------ | ------------------------------------------------------------ | ------------------------------------------------------------ | ------------------------------------------------------------ | ------------------------------------------------------------ | ------------------------------------------------------------ |
| Nummer                                                       | 26                                                           | 16                                                           | 12                                                           | 18                                                           | 20                                                           | 39                                                           | uit                                                          |